# Vrede van Rawalpindi
De Vrede van Rawalpindi was een vredesverdrag tussen het Verenigd Koninkrijk van Groot-Brittannië en Ierland en Afghanistan dat getekend werd op 8 augustus 1919 en een einde maakte aan de Derde Anglo-Afghaanse Oorlog. 
Het Verenigd Koninkrijk erkende hiermee de onafhankelijkheid van Afghanistan en staakte de pogingen het vanuit de kolonie Brits-Indië te veroveren. De Durandlijn en de Khyberpas gingen de westgrens van Brits-Indië vormen. Later volgde een verdrag waardoor Afghanistan toegang kreeg tot de haven van Karachi. Rusland erkende in 1919 meteen als eerste "derde" land (ook) de souvereiniteit van het toenmalige Emiraat Afghanistan.